# 刘广润
刘广润（1929年4月20日—2007年6月21日），天津宝坻人，著名工程地质专家，中国工程院院士，三峡库区地质灾害防治工作领导小组专家组组长，华中科技大学教授。

## 履历[1]
1952年，毕业于南京地质探矿专修学校地质专业。1955至1957年，留学苏联水电科学院进修工程地质。1999年，当选中国工程院院士。 2007年6月21日凌晨，因心肌梗塞抢救无效，病逝于武汉，享年78岁。